# Kautela
Kautela (lat. cautela, opatrnost) je pojem označující bezpečnostní opatření či prostě obezřetnost. Užívá se v lékařství či v právu. 
Při právním jednání se kautelou nazývá takové opatření, kterým se má z opatrnosti zamezit různým pochybnostem, nejistotám nebo spornosti při budoucím výkladu tohoto jednání. Např. při uzavírání smlouvy jsou sjednána její konkrétní výkladová ustanovení. V ústavním právu je pak kautelou např. ustanovení čl. 9 odst. 3 Ústavy České republiky, podle kterého „výkladem právních norem nelze oprávnit odstranění nebo ohrožení základů demokratického státu“.